# Канал событий (шаблон проектирования)
Канал событий (англ. event channel) — фундаментальный шаблон проектирования, используется для создания канала связи и коммуникации через него посредством событий. Этот канал обеспечивает возможность разным издателям публиковать события и подписчикам, подписываясь на них, получать уведомления.
Является расширением шаблона «издатель — подписчик», добавляя к нему функции, которые присущи распределённой среде. Так канал является централизованным и подписчик может получать опубликованные события от более, чем одного объекта, даже если он зарегистрирован только на одном канале.
В общем случае шаблон Канал событий описывает интерфейс для объектов-представителей для подписки на канал событий и для объектов-представителей для публикации событий в рамках канала. Использование неких представителей позволяет взаимодействовать настоящим издателям и подписчикам вне рамках самого канала, но посредством него.
Концептуальное описание канала событий показано ниже:
Шаблон Канал событий использует сильно типизированные события; это означает, что подписчик может ожидать поступления определенных типов данных события, если регистрируется для определенного события. Он также позволяет подписчику отправлять события, а не только получать события, посланные ему.

## Применение
```
public
 
interface
 
IEventChannel

{

    
void
 
Publish
(
string
 
topic
,
 
string
 
data
);

    
void
 
Subscribe
(
string
 
topic
,
 
ISubscriber
 
subscriber
);

}

public
 
interface
 
IPublisher

{

    
void
 
Publish
(
string
 
data
);

}

public
 
interface
 
ISubscriber

{

    
void
 
Notify
(
string
 
data
);

}

public
 
class
 
EventChannel
:
 
IEventChannel

{

    
private
 
Dictionary
<
string
,
 
List
<
ISubscriber
>>
 
_topics
 
=
 

        
new
 
Dictionary
<
string
,
 
List
<
ISubscriber
>>
();

    

    
public
 
void
 
Publish
(
string
 
topic
,
 
string
 
data
)

    
{

        
if
(
!
_topics
.
ContainsKey
(
topic
))
 
return
;

        
foreach
(
var
 
subscriber
 
in
 
_topics
[
topic
])

            
subscriber
.
Notify
(
data
);

    
}

    
public
 
void
 
Subscribe
(
string
 
topic
,
 
ISubscriber
 
subscriber
)

    
{

        
if
(
_topics
.
ContainsKey
(
topic
))

            
_topics
[
topic
].
Add
(
subscriber
);

        
else

            
_topics
.
Add
(
topic
,
 
new
 
List
<
ISubscriber
>
()
 
{
 
subscriber
 
});

    
}

}

public
 
class
 
Publisher
:
 
IPublisher

{

    
private
 
string
 
_topic
;

    
private
 
IEventChannel
 
_channel
;

    
public
 
Publisher
(
string
 
topic
,
 
IEventChannel
 
channel
)

    
{

           
_topic
 
=
 
topic
;

           
_channel
 
=
 
channel
;

    
}

    
public
 
void
 
Publish
(
string
 
data
)

    
{

           
_channel
.
Publish
(
_topic
,
 
data
);

    
}

}

public
 
class
 
Subscriber
:
 
ISubscriber

{

    
private
 
string
 
_name
;

    
public
 
Subscriber
(
string
 
name
)

    
{

           
_name
 
=
 
name
;

    
}

    
public
 
void
 
Notify
(
string
 
data
)

    
{

           
Console
.
Write
(
$"Subscriber '{_name}' notify: '{data}'"
)

    
}

}

static
 
class
 
Program

{

    
public
 
void
 
Main
(
string
[]
 
args
)

    
{

           
var
 
channel
 
=
 
new
 
EventChannel
();

           
var
 
publisherA
 
=
 
new
 
Publisher
(
"#topic.a"
,
 
channel
);

           
var
 
publisherB
 
=
 
new
 
Publisher
(
"#topic.b"
,
 
channel
);

           
var
 
subscriberA
 
=
 
new
 
Subscriber
(
"Reader 1"
);

           
var
 
subscriberB
 
=
 
new
 
Subscriber
(
"Reader 2"
);

           
channel
.
Subscribe
(
"#topic.a"
,
 
subscriberA
);

           
channel
.
Subscribe
(
"#topic.a"
,
 
subscriberB
);

           
channel
.
Subscribe
(
"#topic.b"
,
 
subscriberB
);

           
// Console write: Subscriber 'Reader 1' notify: 'Text1'

           
// Console write: Subscriber 'Reader 2' notify: 'Text1'

           
publisherA
.
Publish
(
"Text1"
);

           
// Console write: Subscriber 'Reader 2' notify: 'Text2'

           
publisherB
.
Publish
(
"Text2"
);

    
}

}

```

## Достоинства
Шаблон Канал событий позволяет легко и быстро создать каналы для публикации и обработки событий (или сообщений), при этом исключив прямого взаимодействия между издателем и подписчиком, что снижает связность объектов и упрощает тестирование.

## Недостатки
При реализации шаблона Канал событий увеличивается сложность приложения.